# A-192
A-192 130mm単装砲 は、ロシアが開発した艦砲である。

## 開発
1980年代に採用されたAK-130 130mm連装砲は、砲塔に装甲を施した結果、マウントの重量が約98tにもなり、搭載できるのは満載排水量8,000t以上の大形艦に制限された。そこで、AK-130を開発したアルセナル設計局は、AK-130を単装にして軽量化した後継砲の開発を始めた。
原型であるA-192Pは、ソ連崩壊直後の1991年に試験が完了したが、ロシア海軍に採用されなかった。その後、艦艇の更新に伴いA-192が採用された。

## 設計
単装砲にしたことや操砲の省力化により、マウントの重量は約25tとAK-130の4分の1まで軽減された。これに伴い、より小形の艦艇にも搭載可能となり、兵器としてのみならず、輸出品としての価値も向上した。
砲塔は複合材を用いた多面体で、ステルス性を意識した外見となっている。砲塔内は無人で、装填手は砲塔下方の装填室で砲弾を装填する。
主砲は単装で、AK-130と比べて発射速度が遅くなったが、稼働時間の短縮で最大30発/分の発射速度を有する。21世紀の艦砲の流行に合わせ、A-192は地上への艦砲射撃が考慮されているが、この射撃速度で対空砲としての機能も維持されている。
砲射撃指揮装置（GFCS）としては、モスクワ研究所によって開発された5P-10ピューマが搭載された。これは、Xバンドのフェーズドアレイ・アンテナを用いた火器管制レーダーのほか、レドームに収容された小型の捜索レーダーも備えた自己完結型のシステムである。当初、アルセナル設計局が"カルタウン-プーマ"を開発したが、開発が大幅に遅れた上に問題があったため、2013年にアメチスト設計局が開発する"アルマート-プーマ"の開発に切り替えられたという経緯がある。

## 比較
|          | AGS       | H/PJ-45  | A-192M     | Mk45 Mod 4 | 127mm/54C  | Mk8 Mod 1  | Mle.68   | 76mm C/SR                   | Mk110      |
| -------- | --------- | -------- | ---------- | ---------- | ---------- | ---------- | -------- | --------------------------- | ---------- |
| 砲身数   | 単装      | 単装     | 単装       | 単装       | 単装       | 単装       | 単装     | 単装                        | 単装       |
| 口径     | 155 mm    | 130 mm   | 130 mm     | 127 mm     | 127 mm     | 113 mm     | 100 mm   | 76 mm                       | 57 mm      |
| 砲身長   | 62口径    | 70口径   | 70口径     | 62口径     | 54口径     | 55口径     | 55口径   | 62口径                      | 70口径     |
| 重量     | 106 t     | 50 t     | 24 t       | 28.924 t   | 37.5 t     | 26.4 t     | 22 t     | 12 t                        | 7.5 t      |
| 要員数   | 完全自動  | 不明     | 5名以下    | 6名        | 2-8名      | 給弾手2名  | 無人     | 給弾手3名                   | 完全自動   |
| 仰俯範囲 | +70°/ -5° | 不明     | +80°/ -15° | +65°/ -15° | +83°/ -15° | +55°/ -10° | +29°     | +85°/ -15°                  | +77°/ -10° |
| 旋回範囲 | 全周      | 不明     | 不明       | 340°       | 330°       | 340°       | 40°      | 全周                        | 全周       |
| 発射速度 | 10発/分   | 40発/分  | 30発/分    | 16-20発/分 | 45発/分    | 25発/分    | 78発/分  | 80発/分（C） 120発/分（SR） | 220発/分   |
| 冷却方式 | 水冷      | 水冷     | 不明       | 空冷       | 水冷       | 空冷       | 水冷     | 水冷                        | 水冷       |
| 最大射程 | 118,000 m | 29,500 m | 23,000 m   | 37,000 m   | 23,000 m   | 21,950 m   | 17,000 m | 18,400 m                    | 21,000 m   |

## 搭載艦
2014年9月に アドミラル・ゴルシコフ級フリゲート1番艦「アドミラル・ゴルシコフ」にA-192が搭載された。その後も、アドミラル・ゴルシコフ級フリゲートの同型艦にA-192Mが搭載されている。また、現在計画中のリデル級原子力駆逐艦にも搭載予定。

## 派生型
A-192P
1991年に開発された試作型。
A-192M
2018年に開発が完了した改良型。2021年に採用され、アルセナル機械工場で製造が始まった。さらなる軽量化や省力化が図られたほか、仰角や旋回角度も拡大した。また、誘導砲弾や反応弾頭など、将来的に新開発された砲弾の運用が想定されている。